# Milwaukee IndyCar 250 2025
Das Milwaukee IndyCar 250 2025 (offiziell Snap-on Milwaukee Mile 250) auf dem Kurs Milwaukee Mile findet am 24. August 2025 statt und geht über eine Distanz von 250 Runden à 1,660 km. Es ist der 16. Lauf zur IndyCar Series 2025.

## Zeitplan
| Datum      | Tag     | Zeit (MESZ) | Zeit (LT) | Session           |
| ---------- | ------- | ----------- | --------- | ----------------- |
| 23.08.2025 | Samstag | 15:00       | 09:00     | Freies Training 1 |
| 23.08.2025 | Samstag | 20:00       | 14:00     | Qualifikation     |
| 23.08.2025 | Samstag | 22:30       | 16:30     | Freies Training 2 |
|            |         |             |           |                   |
| 24.08.2025 | Sonntag | 20:00       | 14:00     | Rennen            |

## Meldeliste
| Nr. | Fahrer              | Teams                            | Motor     |
| --- | ------------------- | -------------------------------- | --------- |
| 14  | Santino Ferrucci    | A. J. Foyt Racing                | Chevrolet |
| 41  | David Malukas       | A. J. Foyt Racing                | Chevrolet |
| 26  | Colton Herta        | Andretti Global / Curb-Agajanian | Honda     |
| 27  | Kyle Kirkwood       | Andretti Global                  | Honda     |
| 28  | Marcus Ericsson     | Andretti Global                  | Honda     |
| 5   | Pato O’Ward         | Arrow McLaren                    | Chevrolet |
| 6   | Nolan Siegel        | Arrow McLaren                    | Chevrolet |
| 7   | Christian Lundgaard | Arrow McLaren                    | Chevrolet |
| 8   | Kyffin Simpson      | Chip Ganassi Racing              | Honda     |
| 9   | Scott Dixon         | Chip Ganassi Racing              | Honda     |
| 10  | Alex Palou          | Chip Ganassi Racing              | Honda     |
| 18  | Rinus VeeKay        | Dale Coyne Racing                | Honda     |
| 51  | Jacob Abel          | Dale Coyne Racing                | Honda     |
| 20  | Alexander Rossi     | Ed Carpenter Racing              | Chevrolet |
| 21  | Christian Rasmussen | Ed Carpenter Racing              | Chevrolet |
| 77  | Conor Daly          | Juncos Hollinger Racing          | Chevrolet |
| 78  | Sting Ray Robb      | Juncos Hollinger Racing          | Chevrolet |
| 60  | Felix Rosenqvist    | Meyer Shank Racing               | Honda     |
| 66  | Marcus Armstrong    | Meyer Shank Racing               | Honda     |
| 83  | Robert Shwartzman   | Prema Racing                     | Chevrolet |
| 90  | Callum Ilott        | Prema Racing                     | Chevrolet |
| 15  | Graham Rahal        | Rahal Letterman Lanigan Racing   | Honda     |
| 30  | Devlin DeFrancesco  | Rahal Letterman Lanigan Racing   | Honda     |
| 45  | Louis Foster        | Rahal Letterman Lanigan Racing   | Honda     |
| 2   | Josef Newgarden     | Team Penske                      | Chevrolet |
| 3   | Scott McLaughlin    | Team Penske                      | Chevrolet |
| 12  | Will Power          | Team Penske                      | Chevrolet |